# Thapsagus pulcher
Thapsagus pulcher är en spindelart som beskrevs av Simon 1894. Thapsagus pulcher ingår i släktet Thapsagus och familjen täckvävarspindlar.
Artens utbredningsområde är Madagaskar. Inga underarter finns listade i Catalogue of Life.